# Eburia macrotaenia
Eburia macrotaenia là một loài bọ cánh cứng trong họ Cerambycidae.